# Збройні сили Аргентини
Збройні сили Аргентини (ісп. Fuerzas Armadas Argentinas) — сукупність військ Республіки Аргентина, призначена для захисту свободи, незалежності й територіальної цілісності держави. Складаються з сухопутних військ, військово-морських та повітряних сил.

## Історія
Збройні сили Аргентини були створені відразу ж після Травневої революції 1810 року. Впродовж усієї історії країни вони відігравали значну роль. У 1930, 1943 (під час Другої світової війни), 1955, 1962, 1966 і 1976 роках аргентинські військовики силою захоплювали владу в країні.
1982 року Збройні сили Аргентини брали участь у Фолклендській війні з Великою Британією.
1983 року, після повернення демократії в Аргентину, Збройні сили було скорочено, а їх бюджет зменшено. 1995 року було скасовано обов'язковий призов до війська.
1990 року було скасовано ембарго, яке британський уряд впровадив щодо Аргентини після війни. Після цього Аргентину було названо найважливішим союзником НАТО за межами альянсу. Розпочалася співпраця Збройних сил Аргентини, Бразилії і Чилі.
Аргентинські миротворці брали участь у місіях ООН у Кіпрі, колишній Югославії, Кувейті і Гаїті.

## Основні дані
Структура Збройних сил Аргентини базується на Законі про Національну Оборону № 23554, затвердженому 1988 року. Згідно з ними ієрархія Збройних сил виглядає так:
1. Президент Аргентини
2. Національна рада оборони, до якої входить президент, віце-президент, міністри Кабінету міністрів
3. Національний конгрес Аргентини
4. Міністерство оборони
5. Генеральний штаб
6. Сухопутні війська (ісп. Ejército Argentino), військово-повітряні сили (ісп. Fuerza Aérea Argentina) і військово-морські сили (ісп. Armada Argentina)
7. Національна жандармерія, яка охороняє прикордонні райони (ісп. Gendarmería Nacional Argentina), і Берегова охорона (ісп. Prefectura Naval Argentina), яка стежить за прибережними територіями
8. Народ Аргентини

## Склад збройних сил

### Сухопутні війська
Чисельність особового складу сухопутних військ Аргентини становить близько 55 тисяч осіб.

### Військово-морські сили
Головною базою Військово-морських сил Аргентини є Пуерто-Бельграно. На 2007 рік особовий склад ВМС становив близько 20 тисяч осіб. Під управлінням ВМС знаходиться 4 морські бази, 4 бази морської авіації, 4 військові порти, 2 морські бригади, 3 бази морської піхоти, станція морської авіації, арсенал. На озброєнні ВМС Аргентини 6 есмінців, 9 корветів, 6 швидкоплавних катерів, 4 патрульних катери, 3 субмарини, 3 транспортні кораблі, криголам, танкер, 11 буксирів і т. д.

### Повітряні сили
Чисельність особового складу Військово-повітряних сил Аргентини становить близько 21,5 тисяч осіб, на озброєнні 313 літаків.